# Roundup (Montana)
Roundup er en amerikansk by og administrativt centrum for det amerikanske county Musselshell County, i staten Montana. I 2000 havde byen et indbyggertal på 1.931.
46°26′54″N 108°32′34″V / 46.44833°N 108.54278°V